# Dimetrodon
Dimetrodon („dva rozměry zubů“) je rod dávno vyhynulého masožravého pelykosaura (pravěkého savcovitého plaza). Žil v období permu (mladší prvohory, asi před 295 až 272 miliony let).

## Popis

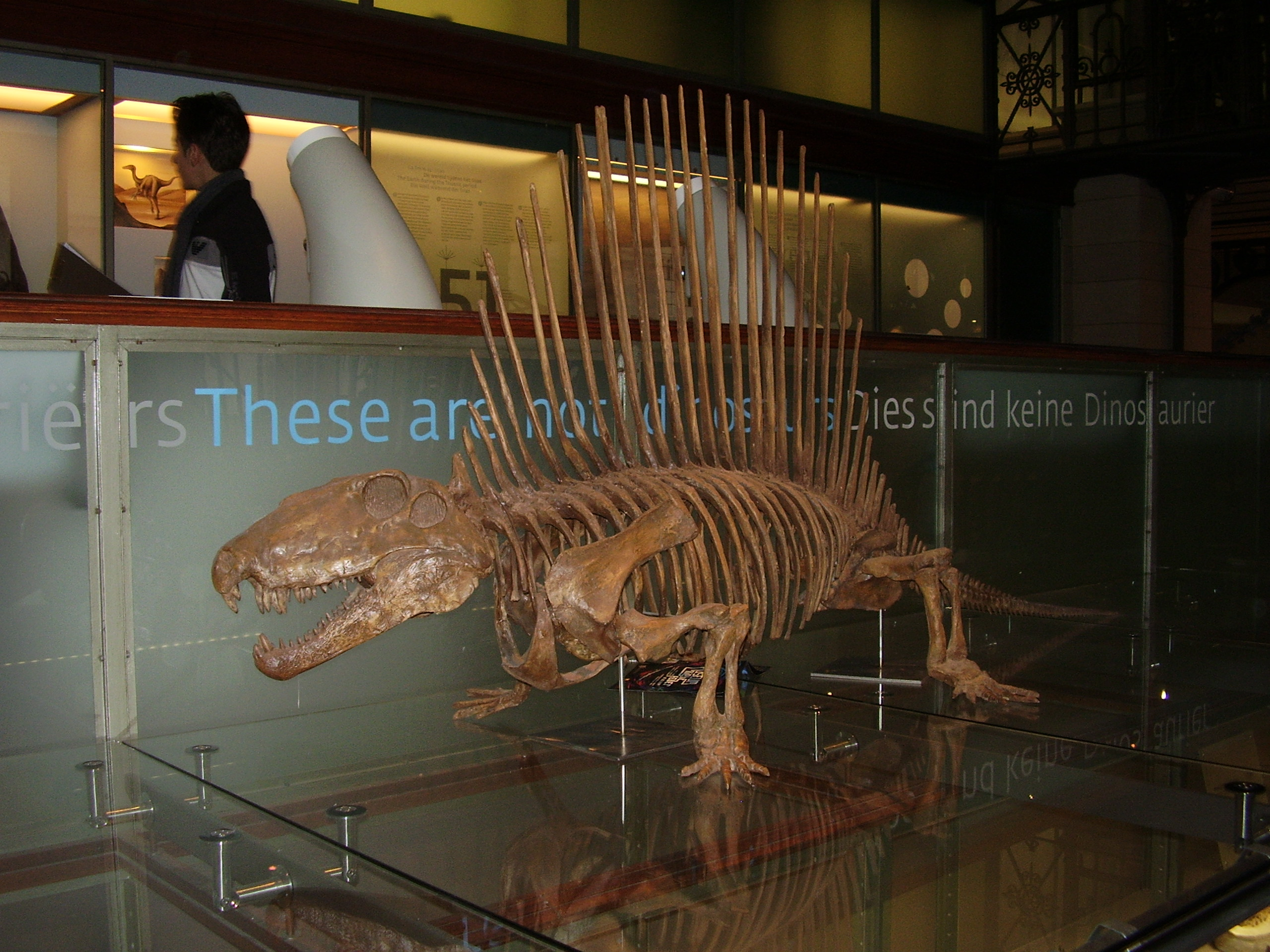
Kostra dimetrodona.

Jeho zvláštním znakem byla výrazná hřbetní plachta, sloužící zřejmě k termoregulaci nebo k vnitrodruhové signalizaci (kdy šlo o prostředek předvádění se před samicemi a zastrašování potenciálních rivalů při páření). Tím se podobal o něco staršímu býložravému rodu Edaphosaurus. Tento prvohorní plaz, který však byl vývojově blíže příbuzný savcům než třeba současným ještěrkám a ostatním plazům, žil na území dnešní Evropy a Severní Ameriky.
Dimetrodon bývá považován za jakéhosi prvního známého vrcholového predátora.

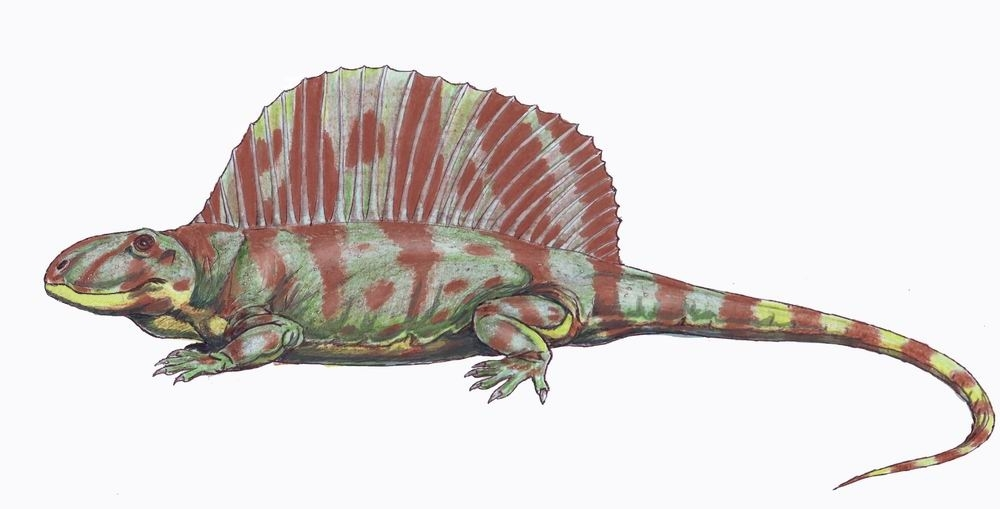
Dimetrodon natalis

## Paleoekologie
Ve své době představoval nepochybně dominantního predátora, při délce 3,5 metru a hmotnosti asi 200 kg byl největším dravým tvorem svých ekosystémů. Pohyboval se nejspíš plazivým pohybem na nohách vystrčených do stran a zřejmě nebyl příliš rychlý a aktivní. Díky hřbetní "plachtě" mohl regulovat svoji tělesnou teplotu, a tak se rychleji zahříval i ochlazoval (podobně jako později někteří dinosauři, např. Spinosaurus). Dimetrodoni mezi dinosaury nepatřili, jsou však s nimi laiky občas zaměňováni.

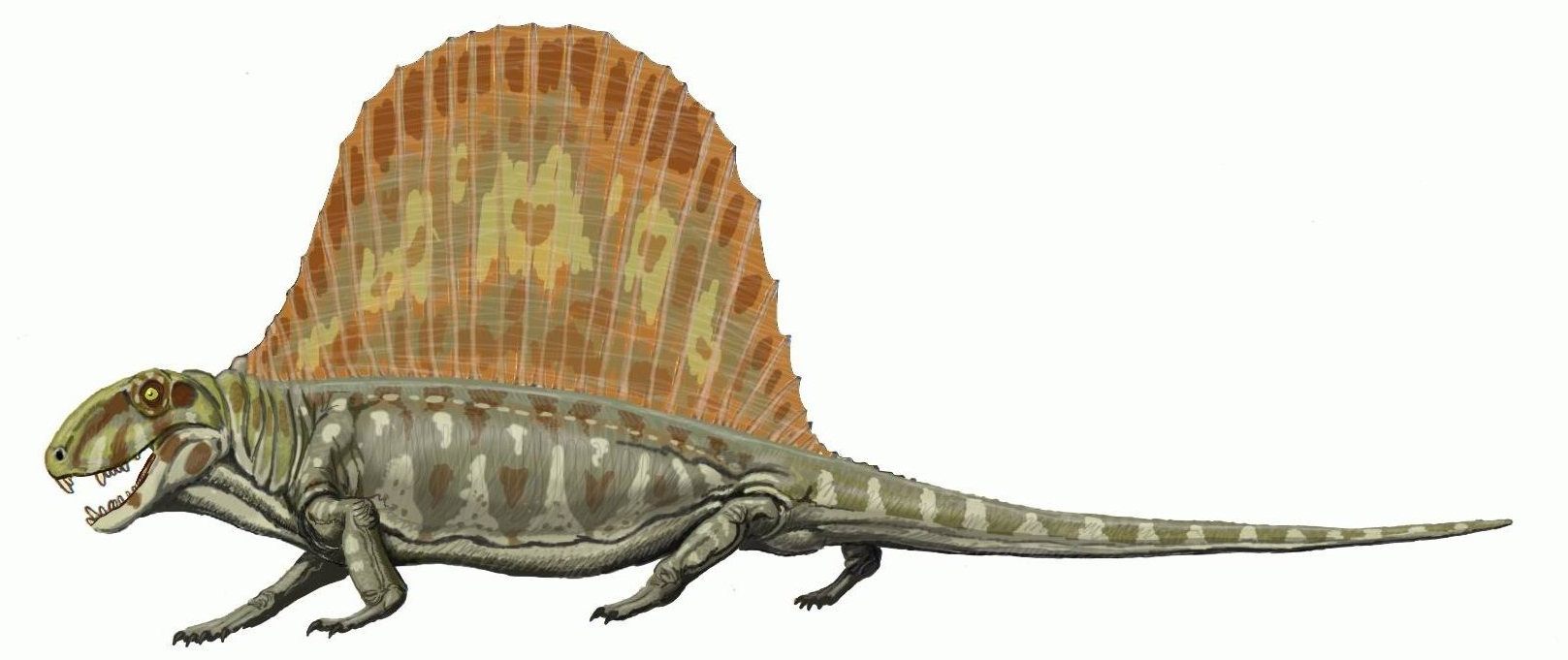
Dimetrodon milleri